# Jenson Button
Jenson Button, MBE, född 19 januari 1980 i Frome i Somerset, är en brittisk racerförare och 2009 års världsmästare i Formel 1.

## Racingkarriär
Button vann det europeiska karting-mästerskapet 1997, det brittiska  Formel Ford-mästerskapet 1998, slutade trea i det Brittiska F3-mästerskapet 1999 och slutade sedan trea i Formel 1-VM 2004.
Button debuterade i formel 1 för Williams 2000. Efter ett par jobbiga år i Benetton och Renault  etablerade han sig som toppförare under ett par säsonger för British American Racing (BAR). Säsongen 2004 fick Button kliva upp på prispallen tio gånger, dock ej överst. Han orsakade ett ramaskri när han i augusti meddelade att han hade skrivit på för Williams. Kontraktet ogiltigförklarades och han stannade i BAR.
Inledningen av säsongen 2005 var mindre lyckosam för Button. Han hade en elfteplats, två brutna lopp och en diskvalificering med två avstängningar som följd. Därefter gick det något bättre och han nådde bland annat två tredjeplatser och slutade sammanlagt nia i förarmästerskapet.
Säsongen 2006, då BAR övertagits av Honda, vann han i Ungern, vilket var hans första F1-vinst. Han nådde sedan en tredjeplats i Malaysia och en tredjeplats i Brasilien och slutade sexa förarmästerskapet.
Säsongen 2007 var mindre lyckad för Button, då han som bäst nådde en femteplats i Kina. Säsongen 2008 kom han sexa i Spanien som bäst. Hans arbetsgivare Honda lämnade F1 och såldes till stallchefen Ross Brawn och blev inför säsongen 2009 Brawn GP.
Button tog pole position och sin andra F1-seger i karriären i Australien 2009. Han följde upp med pole position, sitt första snabbaste varv och seger i Malaysia 2009. Button stod som världsmästare när säsongen var över.
Från och med säsongen 2010 tävlar han för McLaren
Han avslutar sin formel 1 karriär i Abu Dhabi den 27 november 2016 när han tvingas bryta efter 14 varv då hjulupphängningen på hans Mclaren bil går sönder.

### Diskvalificerad i F1-lopp

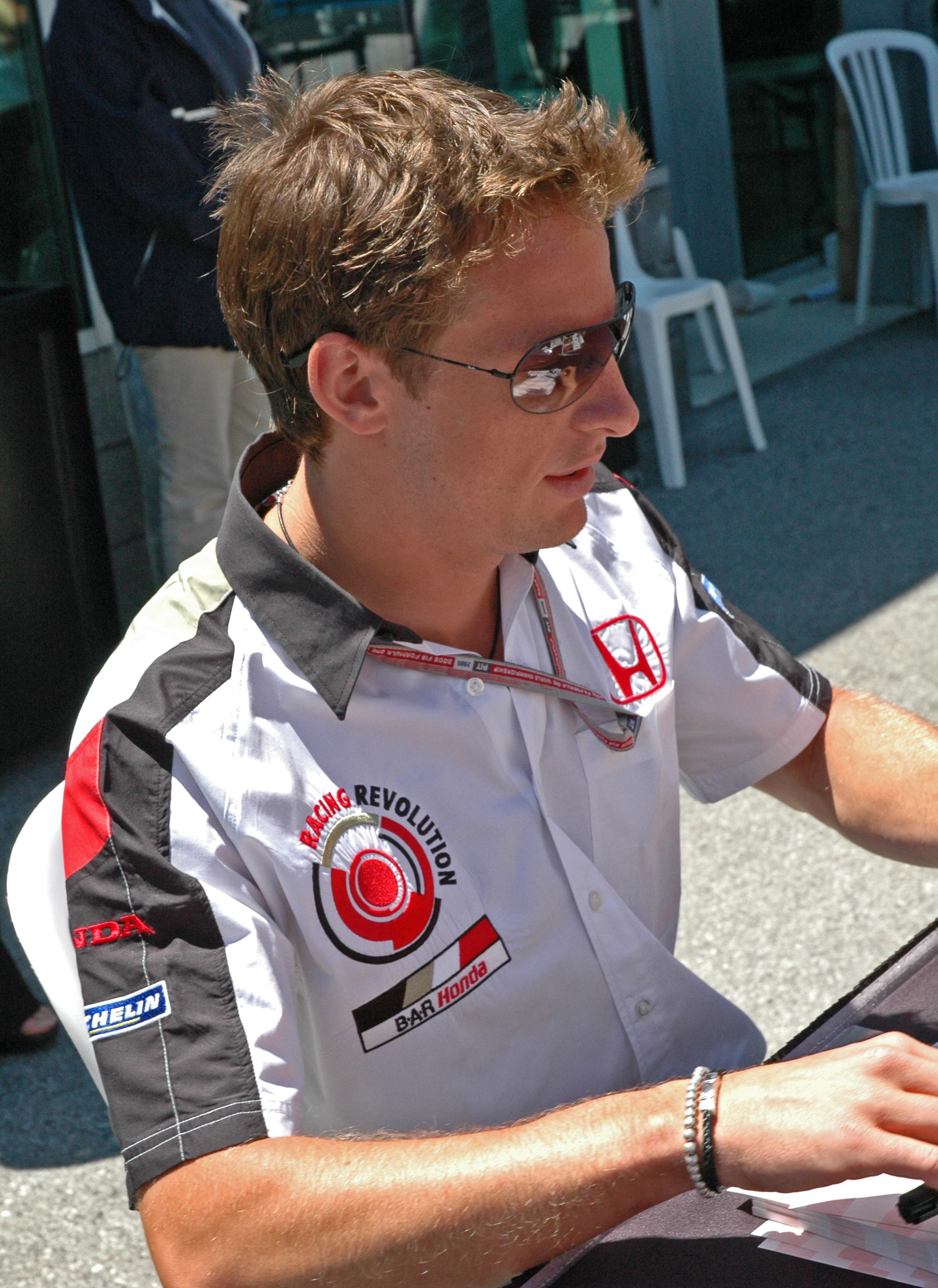
Jenson Button,
USA:s Grand Prix 2005

## F1-karriär
| Säsong                 | Stall/Tillverkare      | Placering              | Lopp | Poäng | Etta | Tvåa | Trea | Pole | Varv |
| ---------------------- | ---------------------- | ---------------------- | ---- | ----- | ---- | ---- | ---- | ---- | ---- |
| 2000                   | Williams-BMW           | 8                      | 17   | 12    | 0    | 0    | 0    | 0    | 0    |
| 2001                   | Benetton-Renault       | 17                     | 17   | 2     | 0    | 0    | 0    | 0    | 0    |
| 2002                   | Renault                | 7                      | 17   | 14    | 0    | 0    | 0    | 0    | 0    |
| 2003                   | BAR-Honda              | 9                      | 16   | 17    | 0    | 0    | 0    | 0    | 0    |
| 2004                   | BAR-Honda              | 3                      | 18   | 85    | 0    | 4    | 6    | 1    | 0    |
| 2005                   | BAR-Honda              | 9                      | 17   | 37    | 0    | 0    | 2    | 1    | 0    |
| 2006                   | Honda                  | 6                      | 18   | 56    | 1    | 0    | 2    | 1    | 0    |
| 2007                   | Honda                  | 15                     | 17   | 6     | 0    | 0    | 0    | 0    | 0    |
| 2008                   | Honda                  | 18                     | 18   | 3     | 0    | 0    | 0    | 0    | 0    |
| 2009                   | Brawn-Mercedes         | 1                      | 17   | 95    | 6    | 1    | 2    | 4    | 2    |
| 2010                   | McLaren-Mercedes       | 5                      | 19   | 214   | 2    | 3    | 2    | 0    | 1    |
| 2011                   | McLaren-Mercedes       | 2                      | 19   | 270   | 3    | 4    | 5    | 0    | 3    |
| 2012                   | McLaren-Mercedes       | 5                      | 20   | 188   | 3    | 3    | 0    | 1    | 2    |
| 2013                   | McLaren-Mercedes       | 9                      | 19   | 73    | 0    | 0    | 0    | 0    | 0    |
| 2014                   | McLaren-Mercedes       | 8                      | 19   | 126   | 0    | 0    | 1    | 0    | 0    |
| 2015                   | McLaren-Honda          | 16                     | 19   | 16    | 0    | 0    | 0    | 0    | 0    |
| 2016                   | McLaren-Honda          | 15                     | 21   | 21    | 0    | 0    | 0    | 0    | 0    |
| 2017                   | McLaren-Honda          | NC                     | 1    | 0     | 0    | 0    | 0    | 0    | 0    |
| Sammanlagt 18 säsonger | Sammanlagt 18 säsonger | Sammanlagt 18 säsonger | 309  | 1 235 | 15   | 15   | 20   | 8    | 8    |

| 1. Ungern 2006 2. Australien 2009 3. Malaysia 2009 4. Bahrain 2009 5. Spanien 2009 6. Monaco 2009 7. Turkiet 2009 8. Australien 2010 9. Kina 2010 10. Kanada 2011 11. Ungern 2011 12. Japan 2011 13. Australien 2012 14. Belgien 2012 15. Brasilien 2012 |

| 1. San Marino 2004 2. Monaco 2004 3. Tyskland 2004 4. Kina 2004 5. Italien 2009 6. Turkiet 2010 7. Kanada 2010 8. Italien 2010 9. Malaysia 2011 10. Italien 2011 11. Singapore 2011 12. Indien 2011 13. Kina 2012 14. Tyskland 2012 15. Singapore 2012 |

| 1. Malaysia 2004 2. Bahrain 2004 3. Europa 2004 4. Kanada 2004 5. Italien 2004 6. Japan 2004 7. Tyskland 2005 8. Belgien 2005 9. Malaysia 2006 10. Brasilien 2006 11. Kina 2009 12. Abu Dhabi 2009 13. Europa 2010 14. Abu Dhabi 2010 15. Spanien 2011 16. Monaco 2011 17. Belgien 2011 18. Abu Dhabi 2011 19. Brasilien 2011 20. Australien 2014 |

| 1. San Marino 2004 2. Kanada 2005 3. Australien 2006 4. Australien 2009 5. Malaysia 2009 6. Spanien 2009 7. Monaco 2009 8. Belgien 2012 |

| 1. Malaysia 2009 2. Turkiet 2009 3. Europa 2010 4. Kanada 2011 5. Singapore 2011 6. Japan 2011 7. Australien 2012 8. Indien 2012 |